# Andrzej Zaucha (dziennikarz)
Andrzej Zaucha (ur. 1967 w Zakliczynie) – polski dziennikarz, korespondent, reporter.

## Życiorys
Absolwent Wydziału Dziennikarstwa i Nauk Politycznych Uniwersytetu Jagiellońskiego w Krakowie. Od 1997 korespondent w Rosji, najpierw dla „Gazety Wyborczej”, następnie radia RMF FM, a od 2007 Faktów TVN. Współpracuje też z redakcjami TVN24 i TVN24 BiS, a od 2021 przygotowuje również relacje z Białorusi, Ukrainy oraz pozostałych państw regionu.
Ceniony za swoje reportaże z Rosji, w tym z Czeczenii i Syberii. Autor wydanego w 2003 reportażu Moskwa. Nord-Ost, poświęconego atakowi na moskiewski teatr na Dubrowce w październiku 2002.
Dla stacji TVN i TVN24 relacjonował również m.in. wybory prezydenckie i parlamentarne w Rosji, demonstracje polityczne w Moskwie, Katastrofę polskiego Tu-154 w Smoleńsku czy Aneksje Krymu przez Rosję.
W marcu 2022, po rozpoczęciu rosyjskiej agresji na Ukrainę i przyjęciu przez rosyjski parlament ustawy godzącej w media (przewidującej do 15 lat więzienia za "nieprawdziwe" - z punktu widzenia Kremla - informacje na temat działań rosyjskiej armii), został wycofany z terytorium Rosji.

## Publikacje
- Moskwa. Nord-Ost; Wydawnictwo BoSz, Olszanica, 2003 ISBN 83-87730-82-3.